# Sheila Taormina
Sheila Taormina née le 18 mars 1969 à Livonia, est une sportive américaine. Ayant participé aux Jeux olympiques dans trois sports différents, Taormina compte un titre olympique obtenu en relais 4 × 200 mètres nage libre en 1996.

## Biographie
Sheila Taormina, initialement nageuse, devient championne olympique de natation en 1996 au sein du relais féminin américain victorieux du 4 × 200 mètres nage libre.
S'orientant ensuite vers le triathlon, Taormina est sixième du triathlon des Jeux olympiques de 2000. Quatre ans plus tard, elle remporte le championnat du monde et se classe 23e des Jeux olympiques.
En se qualifiant pour l'épreuve du pentathlon moderne aux Jeux olympiques de 2008, Taormina devient la première femme à participer à trois sports différents aux Jeux olympiques. Elle se classe dix-neuvième du pentathlon.

## Palmarès
Le tableau présente les résultats les plus significatifs (podium) obtenus sur le circuit international de triathlon et de natation depuis 1996,.
| Année    | Compétition                                              | Pays       | Position      | Temps           |
| -------- | -------------------------------------------------------- | ---------- | ------------- | --------------- |
| 2005     | Coupe du monde - l'étape de Pékin                        | Chine      |               | 2 h 3 min 19 s  |
| 2005     | Championnats du monde d'aquathlon                        | Japon      |               | 0 h 30 min 1 s  |
| 2005     | Coupe du monde - l'étape de Tiszaújváros                 | Hongrie    |               | 1 h 57 min 29 s |
| 2004     | Championnat du monde                                     | Portugal   |               | 1 h 52 min 17 s |
| 2004     | Coupe du monde - l'étape de Madère                       | Portugal   |               | 1 h 59 min 32 s |
| 2004     | Championnats panaméricains                               | Mexique    | Médaille d'or | 1 h 57 min 51 s |
| 2003     | Coupe du monde - l'étape de Corner Brook                 | Canada     |               | 2 h 5 min 59 s  |
| 2003     | Coupe du monde - l'étape d'Edmonton                      | Canada     |               | 1 h 58 min 22 s |
| 2003     | Coupe du monde - l'étape de St. Anthony - St. Petersburg | États-Unis |               | 1 h 54 min 37 s |
| 2002     | Coupe du monde - l'étape de Saint-Pétersbourg            | Ukraine    |               | 2 h 2 min 40 s  |
| 2002     | Coupe du monde - l'étape de Nice                         | France     |               | 2 h 2 min 4 s   |
| 2001     | Coupe du monde - l'étape de Cancún                       | Mexique    |               | 1 h 45 min 14 s |
| Natation |                                                          |            |               |                 |
| 1996     | Jeux olympiques (4 × 200 mètres nage libre)              | États-Unis |               | 7 min 59 s 87   |

## Voir Aussi